# Cailleux (månekrater)
Cailleux er et nedslagskrater på Månen. Det befinder sig på den nordlige halvkugle på Månens bagside og er opkaldt efter den franske geolog Andre de Cayeux de Senarpont (1907 – 1986), som benyttede pseudonymet Andre Cailleux på alt, hvad han publicerede.
Navnet blev officielt tildelt af den Internationale Astronomiske Union (IAU) i 1997.
Før det blev omdøbt af IAU, hed dette krater "Poincaré R".

## Omgivelser
Cailleuxkrateret er forbundet med den sydvestlige rand af den bjergomgivne slette Poincaré. Sydøst for Cailleux ligger Lymankrateret, og næsten stik vestpå ligger Prandtlkrateret.

## Karakteristika
Krateret er cirkulært og symmetrisk med en nedslidt rand og en indre væg, som er mærket af et antal småkratere. Det meste af væggen skråner jævnt ned mod kraterbunden uden at danne terrasser. Bunden er jævn uden særlige landskabstræk og med kun få småkratere i overfladen.